# Atti osceni - I tre processi di Oscar Wilde
Atti osceni - I tre processi di Oscar Wilde (Gross Indecency: The Three Trials of Oscar Wilde) è un'opera teatrale di Moisés Kaufman, basata sugli atti processuali dei procedimenti giudiziari a carico di Oscar Wilde. Il dramma mette in scena in una versione riadattata e riassunta i tre processi che portarono la condanna di Oscar Wilde a due anni di lavori forzati per «gross public indecency» nel 1895.

## Trama
Il primo dei tre processi, per calunnia, fu intentato dallo stesso Wilde contro John Sholto Douglas, IX marchese di Queensberry (il padre dell'amante di Wilde, Alfred Douglas), per avergli lasciato un biglietto in cui era scritto che lo scrittore "posa da sodomita" ("posing as sodomite"). Non solo Wilde perse il processo, ma una volta fatte indagini sulla presunta calunnia le accuse gli si ritorsero contro e fu portato in tribunale per sodomia. Il secondo processo si concluse senza arrivare a un verdetto, mentre il terzo condannò Wilde ai lavori forzati. Nel terzo processo Wilde pronunciò il suo celebre discorso sull'«amore che non osa pronunciare il proprio nome» («the love that dare not speak its name»).

## Produzioni
Il dramma esordì al Minetta Lane Theatre nell'Off Broadway il 5 giugno 1997, con la regia dello stesso Kaufman e un cast che comprendeva: Michael Emerson (Oscar Wilde), Bill Dawes (Lord Alfred Douglas), Robert Blumenfeld (Queensberry e altri), Trevor Anthony (Clarke e altri), John McAdams (Carson), Andy Paris, Greg Pierotti, Troy Sostillio, Greg Steinbruner (narratori e vari personaggi).
Atti osceni è stato riproposto a New York l'8 ottobre 2015, in una speciale versione semi-scenica per raccogliere fondi per la lotta contro l'AIDS. Michael Emerson tornò a interpretare Wilde e accanto a lui sul palco recitarono anche Sally Field, Michael C. Hall, Jonathan Groff, David Hyde Pierce, Larry Kramer, Judith Light, Darren Criss, Andy Mientus, Tituss Burgess, David Burtka, Jose Llana, Will Carlyon e Jake Shears.
La prima italiana del dramma è andata in scena al Festival di Spoleto nel luglio 2017, in una produzione del Teatro dell'Elfo con la traduzione di Lucio De Capitani e con la regia di Ferdinando Bruni e Francesco Frongia. Dal 20 ottobre al 12 novembre 2017, Atti osceni è in scena anche a Milano. Facevano parte del cast: Giovanni Franzoni, Ciro Masella, Nicola Stravalaci, Riccardo Buffonini, Giuseppe Lanino, Edoardo Chiabolotti, Giusto Cucchiarini, Ludovico D'Agostino e Filippo Quezel.